# Tiso camillus
Tiso camillus is een spin uit de familie van de hangmat- en dwergspinnen (Linyphiidae).
De wetenschappelijke naam van de soort werd voor het eerst geldig gepubliceerd in 1990 door Andrei V. Tanasevitch.